# Secrétaire général du ministère des Affaires étrangères (France)
Le secrétaire général du ministère des Affaires étrangères est le plus haut fonctionnaire du ministère français des Affaires étrangères. Il occupe traditionnellement le deuxième rang dans la hiérarchie du ministère après le ministre lui-même.
L'actuelle secrétaire générale est Anne-Marie Descôtes, depuis 2022.

## Histoire
Cette fonction fut créée en 1914, initialement dans le but d'octroyer un poste à l'ambassadeur en Allemagne, Jules Cambon, que le début de la Première Guerre mondiale avait laissé sans affectation,. C'est ensuite que progressivement le secrétaire général devint ce haut fonctionnaire chargé de superviser et de coordonner l'action des services, en relation étroite avec le cabinet.

## Missions
Cette fonction est une spécificité de l'administration française et témoigne de l'impératif de coordination et d'unité d'action propre aux Affaires étrangères. S'il veille de manière générale au bon fonctionnement du ministère et supplée le ministre dans toutes ses attributions, il a en outre un rôle moral de chef de corps de l'ensemble des diplomates et c'est lui qui reçoit le plus souvent les ambassadeurs étrangers.
Doté aujourd'hui d'un adjoint (souvent également directeur général des affaires politiques), le secrétaire général du Quai d'Orsay dispose également de quelques collaborateurs chargés du suivi des nombreux dossiers dont il a à connaître.

## Profil
Les secrétaires généraux du Quai d'Orsay sont des ambassadeurs en milieu ou fin de carrière, qui ont généralement occupé des postes dans des grandes ambassades. La fonction est synonyme d'élévation à la dignité d'ambassadeur de France, la plus haute de la diplomatie française.
Les secrétaires généraux les plus connus depuis la création de la fonction en 1914 sont Jules Cambon, Philippe Berthelot, Saint-John Perse, René Massigli, Louis Joxe et Geoffroy Chodron de Courcel.